# Avril 1984

## Événements
- 1er avril : Darrell Waltrip remporte la course Valleydale 500 sur le Bristol International Speedway en NASCAR Sprint Cup Series.
- 3 avril : un « Comité militaire de redressement national » prend le pouvoir en Guinée et nomme le colonel Lansana Conté président. Celui-ci annonce l’instauration d’un régime démocratique.
- 6 avril : coup d'État militaire manqué au Cameroun.
- 7 avril (Formule 1) : Grand Prix automobile d'Afrique du Sud.
- 17 avril : alors qu'elle surveillait une manifestation contre le régime de Kadhafi devant l'ambassade de la Jamahiriya arabe libyenne à Londres, une policière britannique est tuée par un tir venu du bâtiment diplomatique; le Royaume-Uni rompt ses relations avec la Libye.
- 29 avril (Formule 1) : Grand Prix automobile de Belgique.

## Naissances
- 4 avril : 
  - Sean May, joueur de basket-ball américain.
  - David Marsais comédien, humoriste, scénariste et producteur artistique français.
- 10 avril :
  - Ivan Johnson, basketteur américain.
  - Lucy Lee, actrice tchèque.
  - Mandy Moore, chanteuse et actrice américaine.
- 11 avril :
  - Kelli Garner, actrice américaine.
  - Nikola Karabatic, handballeur français.
- 18 avril : America Ferrera, actrice américaine.
- 19 avril : César Jiménez, matador espagnol.
- 23 avril : Jesse Soffer, acteur américain.
- 24 avril : Tyson Ritter, chanteur et bassiste américain.
- 26 avril : Emily Wickersham, actrice américaine.
- 29 avril :
  - Taylor Cole, actrice et modèle américaine.
  - Lina Krasnoroutskaïa, joueuse et commentatrice de tennis russe.
  - Yu Wo, auteure taïwanaise.

## Décès
- 1er avril : Marvin Gaye chanteur américain.
- 5 avril : Guy Kerner, acteur français, (° 28 janvier 1922).
- 9 avril :
  - Jean-Pierre Kérien, comédien français.
  - Paul-Pierre Philippe, cardinal français de la curie romaine (° 16 avril 1905).
- 23 avril :
  - Red Garland, pianiste de jazz américain (° 13 mai 1923).
  - Roland Penrose, peintre photographe et poète anglais (° 14 octobre 1900).
- 26 avril : Count Basie, pianiste et chef d'orchestre de jazz américain.
- 29 avril : Angel Metodiev, peintre et professeur d'université bulgare (° 16 mars 1921).
- 30 avril : Rodrigo Lara Bonilla, avocat et personnalité politique colombienne (° 11 août 1946).